# Lidija Vukićević
Lidija Vukićević, serb. Лидија Вукићевић  (ur. 20 lipca 1962 w Kraljevie) – jugosłowiańska i serbska aktorka filmowa i polityk.

## Życiorys
Zadebiutowała na dużym ekranie w roku 1983 rolą Miry w filmie Slobodana Šijana - Како сам систематски уништен од идиота. Największą popularność przyniosły jej role w serialach telewizyjnych - Violety w serialu Bolji život i Liliki w Žikina dinastija. Wystąpiła w 24 filmach i serialach telewizyjnych.
W roku 2004 związała się z Serbską Partią Radykalną, kierowaną w tym czasie przez Tomislava Nikolicia i Aleksandara Vučicia. W wyborach parlamentarnych 2007 zdobyła mandat deputowanej do parlamentu. Po rozłamie w partii we wrześniu 2008 i utworzeniu Serbskiej Partii Postępowej, Vukićević pozostała lojalna wobec SPR. W wyborach 2012 Serbska Partia Radykalna nie przekroczyła progu wyborczego i nie zdobyła mandatów w parlamencie, a Lidija Vukicević opuściła partię.

## Role filmowe (wybór)
- 1983: Kako sam sistematski uništen od idiota	 jako Mira
- 1985: Andrić i Goja
- 1985: Žikina dinastija jako Lilika
- 1985: Indijsko ogledalo jako Izabela
- 1987-1988: Bolji život jako Violeta Popadić
- 1987: Lutalica jako Rada
- 1988: Špijun na štiklama jako Maja
- 1989: Vampiri su među nama jako Andrijana
- 1996: Doviđenja u Čikagu jako Marica
- 1999: Nek bude što bude
- 2002: Hotel sa 7 zvezdica jako Sarka
- 2016: Nemoj za zvocaš jako Micka
- 2018: Urgentni centar jako pani Stević
- 2020: Igra sudbine jako Mileva Tankosić

## Życie prywatne
Mężatka (w roku 1991 poślubiła piłkarza Mitara Mrkelę, z którym rozwiodła się w roku 2000), ma dwóch synów Andreja i Davida.